# Christopher Connelly
 (janvier 2022).
Si vous disposez d'ouvrages ou d'articles de référence ou si vous connaissez des sites web de qualité traitant du thème abordé ici, merci de compléter l'article en donnant les références utiles à sa vérifiabilité et en les liant à la section « Notes et références ».
Pour les articles homonymes, voir Connelly.
Christopher Connelly, né le 8 septembre 1941 et mort le 7 décembre 1988, est un acteur américain surtout connu pour son rôle de Norman Harrington dans le feuilleton télévisé Peyton Place d'ABC. Il joua ce rôle pendant les cinq ans qu'a duré la série (1964-1969).

## Biographie

### Enfance
Né à Wichita, dans le Kansas, Connelly est le dernier d'une fratrie de sept enfants. Il est diplômé de l'Académie militaire de Mexico, dans le Missouri. Après un court passage à l'université, il part étudier l'art dramatique à Pasadena Playhouse (en), en Californie.

### Carrière
En plus de son rôle dans Peyton Place, il joue en 1973 dans la série télévisée Griff, dans laquelle Lorne Greene joue le rôle d'un policier devenu détective privé. En 1974, il joue dans la série télévisée La Barbe à papa (Paper Moon) avec la jeune Jodie Foster jouant sa fille. La série est basée sur le film du même nom mais a été annulée après quelques mois seulement. La version du film met en vedette Ryan O'Neal - acteur jouant le frère de Connelly dans Peyton Place - et la fille de O'Neal, Tatum O'Neal.
En 1964, il apparait dans un épisode de Gunsmoke avec George Kennedy. En 1977, Connelly joue Kit Carson dans l'épisode « Kit Carson and the Mountain Man » de l'émission Le Monde Merveilleux en couleur de Walt Disney (Walt Disney's Wonderful World of Color) pour la NBC. Dans ce segment en deux parties, il joue aux côtés de Gregg Palmer, Robert Reed et Gary Lockwood. Connelly joue également dans les films Corky (1972), Ils ne tuent que leurs maîtres (They Only Kill Their Masters, 1972), Benji (1974) et Le Challenger (Liar's Moon, 1982).
Il sort également un version longue de son chant intitulé « The Boy from Peyton Place » chez Philips Records.

### Carrière ultérieure et mort
Dans les années 1980, Connelly fait de nombreuses apparitions dans des films cultes italiens de série B tels que La Malédiction du pharaon de Lucio Fulci, Les Guerriers du Bronx d'Enzo G. Castellari, Les Prédateurs du futur de Ruggero Deodato, et Les Aventuriers de l'enfer d'Antonio Margheriti. Il fait également des apparitions dans des dizaines de séries télévisées, telles que The Brian Keith Show, la minisérie Les Chroniques martiennes (The Martian Chronicles), Martin Eden, Supercopter, CHiPs et le téléfilm Return of the Rebels (1981).
Après une lutte de deux ans contre un cancer du poumon, Connelly meurt à Burbank en décembre 1988,.

## Filmographie
Sauf indication contraire, les informations mentionnées dans cette section peuvent être confirmées par les bases de données cinématographiques  présentes dans la section « Liens externes ».
- 1963 : Pousse-toi, chérie (Move Over, Darling) de Michael Gordon : Ranking Seaman (non crédité)
- 1964 : Madame Croque-maris (What a Way to Go!) de  J. Lee Thompson : Ned (non crédité)
- 1972 : Corky de Leonard Horn : Billy
- 1972 : Ils ne tuent que leurs maîtres (They Only Kill Their Masters) de James Goldstone : John
- 1974 : Benji  de Joe Camp : Henry
- 1976 : Hawmps! de Joe Camp : Uriah Tibbs
- 1978 : Thorvald le Viking (The Norseman) de Charles B. Pierce : Rolf
- 1978 : Crash (en) de Barry Shear : Mike Tagliarino
- 1981 : Earthbound de James L. Conway : Zef
- 1982 : Le Challenger (Liar's Moon) de David Fisher : Alex Peterson
- 1982 : La Malédiction du pharaon (Manhattan Baby) de Lucio Fulci : Professeur George Hacker
- 1982 : Les Guerriers du Bronx (1990: I guerrieri del Bronx) d'Enzo G. Castellari : Hot Dog
- 1983 : Les Prédateurs du futur (I predatori di Atlantide) de Ruggero Deodato : Mike Ross
- 1985 : Les Aventuriers de l'enfer (La leggenda del rubino malese) d'Antonio Margheriti : Capitaine Yankee
- 1986 : Foxtrap de Fred Williamson : JT
- 1986 : Les Mines du Kilimandjaro (Le miniere del Kilimangiaro) de Mino Guerrini : Professeur Thomas Smith / Schmidt
- 1986 : Cobra Mission de Fabrizio De Angelis : Roger Carson
- 1986 : Le convoyeur (The messenger) de Fred Williamson : Agent Parker du FBI
- 1987 : Strike Commando : Section d'assaut (Strike Commando) de Bruno Mattei : Col. Radek
- 1987 : Django 2 : Le grand retour (Django 2 : il grande ritorno) de Nello Rossati : 'El Diablo' Orlowsky
- 1988 : La nuit des requins (La notte degli squali) de Tonino Ricci : Père Mattia (rôle final du film)